# Meredith Gordon
Pour les articles homonymes, voir Meredith (prénom).
Meredith Gordon est un personnage de fiction du feuilleton télévisé américain Heroes (NBC), interprété par Jessalyn Gilsig. Elle est la mère biologique de Claire Bennet, l'un des personnages principaux de la série. Son pouvoir est la pyrokinésie.

## Son histoire

### Passé
Alors qu'elle était enfant, Meredith provoque pour la première fois son pouvoir afin de protéger Flint, son frère, de son père ivre. Peu après, les deux enfants sont séparés et envoyés dans des familles d'accueil. Lorsqu'ils se revoient, Flint montre à sa sœur son pouvoir. Plus tard, Meredith fait la connaissance de Nathan Petrelli et tombe enceinte de lui. 2 ans après, Bennet et Claude, en mission de marquage pour la compagnie, tentent de la capturer mais la jeune femme met le feu à l'appartement avant de s'enfuir, croyant son bébé, qui est en réalité Claire, morte. 
Quelques mois avant le début de la série, Meredith et Flint volent dans un magasin. Thompson, un agent de la compagnie, les retrouve et capture la jeune femme. Il lui propose ensuite de devenir un agent, ce qu'elle accepte, bien que réticente. Lors de leur première mission, ils parviennent à capturer un voleur nommé Danny Pine et, alors qu'elle le conduit dans une cellule, elle remarque que son frère a été capturé. Peu après, elle le libère et ils s'enfuient tous les deux. Malheureusement, Thompson les retrouve et parvient à capturer Meredith. Lorsqu'il lui demande pourquoi elle hait la compagnie, elle lui explique qu'elle est responsable de la mort de sa fille. Thompson sait que Claire est vivante et remarque qu'elle se trouve justement à quelques mètres de l'endroit où ils se trouvent ; il la libère donc et lui dit de s'enfuir.

### Genèse
Meredith, en train de fumer à l'aide de son pouvoir, reçoit un appel et se rend compte qu'elle parle à sa fille, Claire. Elle appelle plus tard Nathan afin de le prévenir. Par la suite, elle reçoit la visite de Claire qui lui révèle son pouvoir; Meredith lui montre ensuite son propre pouvoir puis les deux femmes se parlent. Plus tard, elle reçoit la visite de Nathan qui la paye pour son silence puis s'en va en refusant de voir Claire. Alors que Claire revient la voir, Meredith lui révèle quel genre d'homme est son père, puis lui annonce qu'elle doit partir quelque temps.

### Les Traîtres
Au début du volume 3, elle est appelée par Bennet pour protéger Claire pendant qu'il chasse les spéciaux échappés du niveau 5. Elle entraine sa fille biologique à combattre car cette dernière est persuadée de pouvoir aider le monde avec son pouvoir. Alors que Claire, seule, part à la poursuite d'un spécial à capturer pour se rendre utile, Meredith va voir Eric Doyle, un des spéciaux qu'elle connait, aux pouvoirs de marionnettiste. Sandra et Claire viennent à son secours et Meredith persuade Bennet que Claire peut se défendre seule. Alors qu'elle fait équipe avec lui, ils partent au laboratoire de Mohinder Suresh et la jeune femme revoit Nathan et rencontre Tracy Strauss. 
Lors du chapitre final, elle est piégée aux côtés de Claire, Bennet et Angela Petrelli à Primatech par Sylar. Alors qu'Angela et Claire vont en lieu sûr, les agents libèrent Echo, Danny et Doyle pour tuer Sylar. Tandis que Meredith part à la recherche du tueur, ce dernier l'attaque par derrière et lui injecte une dose d'adrénaline avant de l'enfermer dans une cellule. Bennet, qui veut l'aider, se retrouve lui aussi piégé avec elle, qui ne contrôle plus ses flammes. Claire les libère et sa mère biologique décide de rester dans la cellule encore un peu et lui dit de stopper Sylar. Lorsque sa fille revient, Meredith lui dit de s'enfuir avant qu'elle explose. Claire lui dit qu'elle l'aime avant de s'enfuir alors que Meredith fait exploser le bâtiment et meurt.

### Pouvoir
Meredith possède des pouvoirs de pyrokinésie. Elle peut créer des flammes oranges, contrairement à son frère Flint qui crée des flammes bleues. Au début de la série, Meredith crée des flammes relativement petites, s'en servant pour allumer la gazinière ou pour fumer une cigarette. 